# Hugues III de Bourgogne
Pour le religieux, voir Hugues III de Bourgogne (archevêque de Besançon).
Pour les articles homonymes, voir Hugues de Bourgogne et Hugues III.
Hugues III, né en 1148, mort à Acre en août 1192, duc de Bourgogne de 1162 à 1192, comte d'Albon en 1183, fils de Eudes II de Bourgogne et de Marie de Blois-Champagne.

## Famille
Ses parents sont Eudes II, duc de Bourgogne, et Marie de Blois-Champagne fille du comte Thibaud le Grand et de Mathilde de Carinthie. Il a pour sœurs :
- Alix de Bourgogne (1146-1192), morte et enterrée à  l'abbaye de Fontevraud. Elle épouse :
  - en premières noces en 1164, Archambaud VIII « le Jeune » de Bourbon (29 juin 1140 - 26 juillet 1169), fils de Archambaud VII, seigneur de Bourbon et de sa femme Agnès de Savoie,
  - en secondes noces, Eudes de Déols (mort en 1208) seigneur de Châteaumeillant, fils de Ebbon II seigneur de Deols et de sa femme Denise d'Amboise ;
- Mathilde de Bourgogne (1150 - 22 juillet 1220), enterrée à l'abbaye du Bouschet-Vauluisant fondée par son époux, Robert IV (mort en 1194), comte d'Auvergne et de Clermont, fils de Guillaume VIII « le Vieux » comte d'Auvergne et de sa femme Anne de Nevers.

## Biographie
Il régna d'abord sous la tutelle de sa mère, puis succéda à son père en 1162 comme duc de Bourgogne. Il combattit le comte Guillaume II de Chalon en 1166, aidé par Louis VII de France et acquit des terres dans le Chalonnais.
Il acheta le comté de Langres et en fit ensuite don en 1179 à son oncle maternel, l'évêque Gauthier de Bourgogne.
En 1171, Hugues partit, avec son oncle maternel le comte Étienne Ier de Sancerre, combattre en Terre sainte. De retour en France, il lutta contre le comte de Nevers (1174), puis contre le seigneur de Vergy qui lui refusaient l'hommage.
Il eut également des difficultés en 1184 avec l'évêque de Grenoble Jean de Sassenage sur des possessions territoriales et des droits de perception après son remariage avec Béatrice d'Albon. Il est cité comte de Grenoble, confirmant avec son épouse, des possessions au monastère de Tamié en 1185.
Les années suivantes dans le Regeste Dauphinois ils font des dons à l'abbaye de la Bussière, l'église d'Oulx, à l'abbaye de Léoncel, à la commanderie de Beaune, l'abbaye Saint-Vivant de Vergy et aux religieux de Cîteaux.
Après la chute de Jérusalem, il s'engagea dans la troisième croisade en 1190 au siège de Saint-Jean-d'Acre.
En 1191, légat du roi Philippe-Auguste, il traite avec les consuls de la ville de Gênes pour le transport des croisés en Terre-Sainte. Il s'engage à payer cinq mille huit cent cinquante marcs d'argent, pour six cent cinquante chevaliers, mille trois cents écuyers et autant de chevaux que les Génois se chargent de transporter sur leurs vaisseaux pour une durée de huit mois.
Il combat aux côtés de Richard Cœur de Lion et meurt à Acre entre le 18 et le 25 août 1192.
Il est inhumé dans l'abbaye de Cîteaux.

## Famille
En 1165, il épouse en premières noces Alix de Lorraine (1145-1200), fille de Mathieu Ier, duc de Lorraine, et de Judith-Berthe de Hohenstaufen (1123-1195). Ils ont :
- Eudes III de Bourgogne (1166-1218), duc de Bourgogne marié en février 1194 avec Mathilde de Portugal, séparés pour consanguinité en 1195, puis en 1199 à Alix de Vergy ;
- Alexandre (1172/1178-1205), seigneur de Montagu et de Chagny, seigneur de Gergy par son épouse, auteur de la branche des seigneurs de Montagu, marié en 1195 avec Béatrix de Rion, dame de Gergy (morte après le 12 janvier 1236)[6] ;
- Marie (1175 - apr. 1219) épouse en 1190 ou avant, Simon de Semur (mort en 1219) seigneur de Luzy ;
- Alix (sans certitude).

Il répudie Alix en 1183 et hérite du titre de comte d'Albon en se remariant le 1er septembre 1183, à Saint-Gilles,avec Béatrice d'Albon (1161-1228), veuve d'Albéric Taillefer, comtesse d'Albon, héritière du Dauphiné, fille de Guigues V d'Albon, dauphin de Viennois et de Béatrix, possiblement de Montferrat. Ils ont :
- André Dauphin, dit Guigues VI de Viennois (vers 1184-1237), dauphin de Viennois, comte d'Albon et comte de Vienne, puis comte de Gap et d'Embrun après avoir épousé en juin 1202 à Saint-Firmin-sur-le-Buech Beatrix de Sabran (1182 - apr. 5 septembre 1215), fille et héritière de Rainon I de Sabran seigneur de Caylar et d'Ansouis et de sa femme Garsende de Forcalquier comtesse de Gap et d'Embrun, répudiée en 1210 ou 1211 pour consanguinité ; puis en 1216 Semnoresse de Poitiers (morte avant 1223), fille de Aymar II de Poitiers comte de Valentinois et de sa femme Philippa de Fay ; enfin le 21 novembre 1219 Béatrice de Montferrat (1204/1210 - apr. 4 mars 1236), fille de Guillaume VI, marquis de Montferrat, et de Berte de Clavesana[9] ;
- Mahaut/Mathilde de Bourgogne (1190 - 26 mars av. 1242), épouse en janvier 1214 Jean Ier de Chalon (1190-1267) comte de Chalon, comte d'Auxonne et seigneur de Charolais (1228-1237), sire de Salins et régent du comté de Bourgogne, fils d’Étienne II comte d'Auxonne et de sa femme Béatrice de Thiern de Chalon ;
- Anne (ou Marguerite) (1192-1242)[10], comtesse de Savoie mariée avant décembre 1221[11] à Amédée IV, comte de Savoie (1197-1253)[12].